# Franz Xaver Rafael
Franz Xaver Rafael   (Opava i Brno, 12 de febrer de 1816 - Graz, 19 d'abril de 1867) fou un compositor alemany.
Se sap només d'aquest autor que va compondre les òperes Enric el violinista (Olomouc, 1860), Wittekind (Graz, 1862), i La vetllada (Graz, 1864).